# Uson (Philippines)
Pour les articles homonymes, voir Uson.
Uson est une localité de la province de Masbate, aux Philippines. En 2015, elle compte 56 168 habitants.